# Hans Erichson
Hans Erichson (* 6. September 1926 in Bartenshagen; † 4. August 2020 in Ribnitz-Damgarten) war ein deutscher Lehrer, Volkskundler und Museumsleiter.

## Leben
Hans Erichson war schon ab 1946 als Neulehrer für Erdkunde tätig. Ab 1966 leitete er als Nachfolger von Ernst Garduhn, zunächst ehrenamtlich, das Heimatmuseum im Kloster Ribnitz, aus dem sich das Deutsche Bernsteinmuseum entwickelte. Ab 1970 baute er das Freilichtmuseum Klockenhagen mit auf. Von 1971 bis 1976 absolvierte er ein Studium der Ethnographie an der Humboldt-Universität in Berlin, das er mit dem Diplom abschloss. 
Von 1973 bis zur Pensionierung 1991 war er hauptamtlicher Leiter des Bernsteinmuseums Ribnitz-Damgarten. Er verfasste zahlreiche Aufsätze zur Regionalgeschichte.

## Ehrungen
- Titel Museumsrat

## Schriften
- mit Ernst Garduhn, Werner Schmidt: Fischland, Ahrenshoop, Graal-Müritz, Ribnitz-Damgarten. (= Unser kleines Wanderheft 119) Brockhaus, Leipzig 1968.
- Die Lage der Kleinbauern in kapitalistischer Zeit, dargestellt am Beispiel des Dorfes Klockenhagen. ungedr. Diplomarbeit. Berlin 1976.
- Freilichtmuseum Klockenhagen: ein kurzer Überblick; Entwicklung und Aufgabenstellung. Freilichtmuseum, Klockenhagen [ca. 1989].
- In Rekordzeit um Kap Hoorn - Unter Kapitän Adolf Hauth umrundete die "Priwall" 1938 die Südspitze Amerikas in nur 5 Tagen und 14 Stunden. Serie "OZhistorisch" Ostseezeitung vom 10. November 2014.
- Volksprofessor Richard Wossidlo. Amt für Tourismus und Kultur, Ribnitz-Damgarten 2000.